# Преступление не выгодно
«Преступление не выгодно» (фр. Le crime ne paie pas, буквально — «преступление не окупается») — французский кинофильм режиссёра Жерара Ури с Луи де Фюнесом в эпизодической роли.

## Сюжет
Пьер Марсе выходит вечером из кинотеатра и погибает под колёсами автомобиля, которым управляет полковник Робертс. Полковник отправляется к вдове, чтобы успокоить её, и узнаёт, что погибший заказал убийство своей жены, которое должно было произойти как раз в момент его смерти.

## В ролях
- Франсуа Перье — рассказчик
- Эдвиж Фёйер — герцогиня Дона Лукреция
- Джино Черви — инквизитор, брат герцогини
- Серж Лифарь — китаец
- Мишель Морган — Жанна Юге
- Филипп Нуаре — Кловис Юго
- Клод Серваль — Морин
- Анни Жирардо — Габриэль Фено
- Пьер Брассёр — Мартен Фено
- Даниэль Дарьё — Люсьен Mарсе
- Луи де Фюнес — бармен в «Blue Bar»
- Ричард Тодд — полковник Уильям Робертс
- Кристиан Марен — комиссар
- Майкл Лонсдейл — сотрудник морга
- Доминик Зарди — зритель в кино
- Поль Гер — доктор Матье
- Рено Мари — Ленорман